# Danh sách đĩa nhạc của Infinite
Nhóm nhạc nam Hàn Quốc Infinite đã phát hành 6 album phòng thu, 2 album tuyển tập, 2 album trực tiếp, 2 album tái bản, 6 mini-album, 2 album đĩa đơn và 29 đĩa đơn. Nhóm ra mắt công chúng tại Hàn Quốc vào tháng 6 năm 2010 với mini-album First Invasion và tại Nhật Bản vào tháng 11 năm 2011 với phiên bản tiếng Nhật của bài hát "BTD (Before the Dawn)".

## Album

### Album phòng thu
| Tên                                                                                        | Thông tin chi tiết | Thứ hạng cao nhất | Thứ hạng cao nhất | Doanh số                    |
| Tên                                                                                        | Thông tin chi tiết | HQ                | NB                | Doanh số                    |
| ------------------------------------------------------------------------------------------ | --- | ----------------- | ----------------- | --------------------------- |
| Over the Top                                                                               | - Ngày phát hành: July 21, 2011 (HQ) - Hãng đĩa: Woollim Entertainment, CJ E&M - Định dạng: CD, digital download | 2                 | —                 | - HQ: 57.111                |
| Koi ni Ochiru Toki                                                                         | - Ngày phát hành: June 5, 2013 (JPN) - Hãng đĩa: Universal D, Woollim Contests - Định dạng: CD, digital download | —                 | 1                 | - NB: 76.530+               |
| Season 2                                                                                   | - Ngày phát hành: May 21, 2014 (HQ) - Hãng đĩa: Woollim Entertainment, LOEN Entertainment - Định dạng: CD, digital download | 1                 | 18                | - HQ: 152.479 - NB: 19.598+ |
| For You                                                                                    | - Ngày phát hành: December 16, 2015 (JPN) - Hãng đĩa: Delicious Deli Records, Woollim Contests - Định dạng: CD, digital download Track listing 1. Can’t Get Over You 2. Love of My Life 3. Bad (Japanese Ver.) 4. Dilemma 5. Just Another Lonely Night 6. Between Me & You (Japanese Ver.) 7. Last Romeo ~Kimi ga Ireba Ii~ (～君がいればいい～) 8. For You 9. Nothing’s Over (Japanese Ver.) 10. 24 Hours (24時間) 11. Back (Japanese Ver.) | —                 | 3                 | - NB: 26.851                |
| Air                                                                                        | - Ngày phát hành: May 24, 2017 (JPN) - Hãng đĩa: Delicious Deli Records, Woollim Contests - Định dạng: CD, digital download Track listing 1. Air (Japanese Ver.) 2. One Day (Japanese Ver.) 3. Zero (Japanese Ver.) 4. Toki 5. Thank You (Japanese Ver.) 6. The Eye (Japanese Ver.) 7. After Dark 8. Waiting for the Moment 9. Man In Love (Ava1anche Remix) 10. Be Mine (Ava1anche Remix) 11. True Love (Japanese Ver.)                     | —                 | 6                 | - NB: 22.528                |
| Top Seed                                                                                   | - Ngày phát hành: January 8, 2018 (HQ) - Hãng đĩa: Woollim Entertainment, LOEN Entertainment - Định dạng: CD, digital download | 1                 | 17                | - HQ: 80.523 - NB: 3.346    |
| "—" cho biết album không lọt vào bảng xếp hạng hoặc không được phát hành tại khu vực này.. | |                   |                   |                             |

### Album tuyển tập
| Title                                                                                      | Thông tin chi tiết | Thứ hạng cao nhất | Thứ hạng cao nhất | Doanh số      |
| Title                                                                                      | Thông tin chi tiết | HQ                | NB                | Doanh số      |
| ------------------------------------------------------------------------------------------ | --- | ----------------- | ----------------- | ------------- |
| The Origin                                                                                 | - Ngày phát hành: April 10, 2014 (HQ) - Hãng đĩa: Woollim Entertainment - Định dạng: CD, digital download                      | —                 | —                 | - HQ: 29.950  |
| Best of Infinite                                                                           | - Ngày phát hành: August 31, 2016 (JPN) - Hãng đĩa: Delicious Deli Records, Woollim Contests - Định dạng: CD, digital download | —                 | 3                 | - NB: 14.335+ |
| "—" cho biết album không lọt vào bảng xếp hạng hoặc không được phát hành tại khu vực này.. | |                   |                   |               |

### Album trực tiếp
| Tên                          | Thông tin chi tiết                                                                                  | Thứ hạng cao nhất | Thứ hạng cao nhất | Doanh số     |
| Tên                          | Thông tin chi tiết                                                                                  | HQ                | NB                | Doanh số     |
| ---------------------------- | --------------------------------------------------------------------------------------------------- | ----------------- | ----------------- | ------------ |
| One Great Step Returns Live  | - Ngày phát hành: April 9, 2015 - Hãng đĩa: Woollim Entertainment - Định dạng: CD, digital download | 3                 | —                 | - HQ: 13.248 |
| Infinite Effect Advance Live | - Releases: November 10, 2016 - Hãng đĩa: Woollim Entertainment - Định dạng: CD, digital download   | —                 | —                 |              |

### Album tái bản
| Tên      | Thông tin chi tiết | Thứ hạng cao nhất | Thứ hạng cao nhất | Doanh số      |
| Tên      | Thông tin chi tiết | HQ                | NB                | Doanh số      |
| -------- | --- | ----------------- | ----------------- | ------------- |
| Paradise | - Ngày phát hành: September 26, 2011 - Hãng đĩa: Woollim Entertainment, CJ E&M - Định dạng: CD, digital download        | 1                 | —                 | - HQ: 129.040 |
| Be Back  | - Ngày phát hành: July 22, 2014 - Hãng đĩa: Woollim Entertainment, LOEN Entertainment - Định dạng: CD, digital download | 1                 | —                 | - HQ: 94.296  |

### Album đĩa đơn
| Tên      | Thông tin chi tiết                                                                                           | Thứ hạng cao nhất | Doanh số      |
| Tên      | Thông tin chi tiết                                                                                           | HQ                | Doanh số      |
| -------- | --- | ----------------- | ------------- |
| Inspirit | - Ngày phát hành: March 17, 2011 - Hãng đĩa: Woollim Entertainment, CJ E&M - Định dạng: CD, digital download | 3                 | - HQ: 68.097  |
| Destiny  | - Ngày phát hành: July 16, 2013 - Hãng đĩa: Woollim Entertainment, CJ E&M - Định dạng: CD, digital download  | 1                 | - HQ: 164.432 |

## Mini-album
| Tên                                                                                        | Thông tin chi tiết | Thứ hạng cao nhất | Thứ hạng cao nhất | Doanh số                    |
| Tên                                                                                        | Thông tin chi tiết | HQ                | NB                | Doanh số                    |
| ------------------------------------------------------------------------------------------ | --- | ----------------- | ----------------- | --------------------------- |
| First Invasion                                                                             | - Ngày phát hành: June 9, 2010 - Hãng đĩa: Woollim Entertainment, CJ E&M - Định dạng: CD, digital download                   | 10                | —                 | - HQ: 45.989                |
| Evolution                                                                                  | - Ngày phát hành: January 6, 2011 - Hãng đĩa: Woollim Entertainment, CJ E&M - Định dạng: CD, digital download                | 3                 | —                 | - HQ: 68.689                |
| Infinitize                                                                                 | - Ngày phát hành: May 15, 2012 - Hãng đĩa: Woollim Entertainment, LOEN Entertainment - Định dạng: CD, digital download       | 2                 | —                 | - HQ: 160.377 - NB: 13.345+ |
| New Challenge                                                                              | - Ngày phát hành: March 21, 2013 - Hãng đĩa: Woollim Entertainment, LOEN Entertainment - Định dạng: CD, digital download     | 1                 | 16                | - HQ: 166.566 - NB: 16.452+ |
| Reality                                                                                    | - Ngày phát hành: July 13, 2015 - Hãng đĩa: Woollim Entertainment, LOEN Entertainment - Định dạng: CD, digital download      | 1                 | 13                | - HQ: 151.938 - NB: 7.088+  |
| Infinite Only                                                                              | - Ngày phát hành: September 19, 2016 - Hãng đĩa: Woollim Entertainment, LOEN Entertainment - Định dạng: CD, digital download | 1                 | 14                | - HQ: 129.806 - NB: 5.932   |
| 13egin                                                                                     | - Ngày phát hành: July 31, 2023 - Hãng đĩa: Infinite Company - Định dạng: CD, digital download                               |                   | 41                | - HQ: 80.528+ - NB: 5.932   |
| "—" cho biết album không lọt vào bảng xếp hạng hoặc không được phát hành tại khu vực này.. | |                   |                   |                             |

## Đĩa đơn
| Tên | Năm       | Thứ hạng cao nhất | Thứ hạng cao nhất | Thứ hạng cao nhất | Thứ hạng cao nhất | Thứ hạng cao nhất | Thứ hạng cao nhất | Doanh số        | Album                       |           |           |           |
| Tên | Năm       | HQ                | HQ                | NB                | NB                | NB                | Mỹ World          | Doanh số        | Album                       |           |           |           |
| Tên | Năm       | Gaon              | Hot               | Oricon            | Hot               | RIAJ              | Mỹ World          | Doanh số        | Album                       |           |           |           |
| Tiếng Hàn | Tiếng Hàn | Tiếng Hàn         | Tiếng Hàn         | Tiếng Hàn         | Tiếng Hàn         | Tiếng Hàn         | Tiếng Hàn         | Tiếng Hàn       | Tiếng Hàn                   | Tiếng Hàn | Tiếng Hàn | Tiếng Hàn |
| --- | --------- | ----------------- | ----------------- | ----------------- | ----------------- | ----------------- | ----------------- | --------------- | --------------------------- | --------- | --------- | --------- |
| "Come Back Again" | 2010      | 67                | —                 | —                 | —                 | —                 | —                 | —               | First Invasion              |           |           |           |
| "She's Back" | 2010      | 66                | —                 | —                 | —                 | —                 | —                 | —               | First Invasion              |           |           |           |
| "Voice Of My Heart" | 2010      | 95                | —                 | —                 | —                 | —                 | —                 | —               | Evolution                   |           |           |           |
| "BTD (Before the Dawn)" | 2011      | 45                | —                 | —                 | —                 | —                 | —                 | - HQ: 50.425    | Evolution                   |           |           |           |
| "Nothing's Over" | 2011      | 22                | —                 | —                 | —                 | —                 | —                 | - HQ: 711.973   | Inspirit                    |           |           |           |
| "Can U Smile" (Broadcasting ver.) | 2011      | 38                | —                 | —                 | —                 | —                 | —                 | - HQ: 202.338   | Non-album single            |           |           |           |
| "Be Mine" | 2011      | 12                | 10                | —                 | —                 | —                 | —                 | - HQ: 2.116.727 | Over The Top                |           |           |           |
| "Paradise" | 2011      | 3                 | 6                 | —                 | —                 | —                 | —                 | - HQ: 1.637.674 | Paradise                    |           |           |           |
| "White Confession (Lately)" | 2011      | 6                 | 9                 | —                 | —                 | —                 | —                 | - HQ: 911.961   | "Lately" (đĩa đơn)          |           |           |           |
| "Cover Girl" (Live ver.) | 2012      | 63                | 52                | —                 | —                 | —                 | —                 | - HQ: 237.941   | "Second Invasion" (đĩa đơn) |           |           |           |
| "Only Tears" | 2012      | 14                | 28                | —                 | —                 | —                 | —                 | - HQ: 323.242   | Infinitize                  |           |           |           |
| "The Chaser" | 2012      | 7                 | 8                 | —                 | —                 | —                 | —                 | - HQ: 1.552.934 | Infinitize                  |           |           |           |
| "Man in Love" | 2013      | 6                 | 6                 | —                 | —                 | —                 | 8                 | - HQ: 742.440   | New Challenge               |           |           |           |
| "Destiny" | 2013      | 3                 | 3                 | —                 | —                 | —                 | —                 | - HQ: 529.745   | Destiny                     |           |           |           |
| "Last Romeo" | 2014      | 7                 | 8                 | —                 | —                 | —                 | 8                 | - HQ: 374.159   | Season 2                    |           |           |           |
| "Back" | 2014      | 2                 | —                 | —                 | —                 | —                 | 4                 | - HQ: 401.171   | Be Back                     |           |           |           |
| "Bad" | 2015      | 6                 | —                 | —                 | —                 | —                 | —                 | - HQ: 374.040   | Reality                     |           |           |           |
| "That Summer (The Second Story)" | 2016      | 67                | —                 | —                 | —                 | —                 | —                 | - HQ: 49.005    | "That Summer 3" (đĩa đơn)   |           |           |           |
| "The Eye" | 2016      | 8                 | —                 | —                 | —                 | —                 | 3                 | - HQ: 324.967   | Infinite Only               |           |           |           |
| "Tell Me" | 2018      | 15                | 10                | —                 | —                 | —                 | 19                | —               | Top Seed                    |           |           |           |
| "Clock" | 2019      | 114               | —                 | —                 | —                 | —                 | —                 | —               | Non-album single            |           |           |           |
| Tiếng Nhật |           |                   |                   |                   |                   |                   |                   |                 |                             |           |           |           |
| "BTD (Before the Dawn)" | 2011      | —                 | —                 | 7                 | 20                | 6                 |                   | - NB: 26.333    | Koi ni Ochiru Toki          |           |           |           |
| "Be Mine" | 2012      | —                 | —                 | 2                 | 3                 | —                 |                   | - NB: 57.073    | Koi ni Ochiru Toki          |           |           |           |
| "She's Back" | 2012      | —                 | —                 | 3                 | 4                 | —                 |                   | - NB: 44.137    | Koi ni Ochiru Toki          |           |           |           |
| "Last Romeo ~Kimi ga ireba ī~" | 2014      | —                 | —                 | 2                 | 3                 | —                 |                   | - NB: 49.003    | For You                     |           |           |           |
| "Dilemma" | 2014      | —                 | —                 | 3                 | 7                 | —                 |                   | - NB: 51.522    | For You                     |           |           |           |
| "24 Jikan" | 2015      | —                 | —                 | 3                 | 4                 | —                 |                   | - NB: 56.266    | For You                     |           |           |           |
| "Can't Get Over You" | 2015      | —                 | —                 | —                 | —                 | —                 |                   | - NB: 22.877    | For You                     |           |           |           |
| "D.N.A" | 2016      | —                 | —                 | —                 | —                 | —                 |                   | - NB: 11.325    | Best of Infinite            |           |           |           |
| "Air" (Japanese ver.) | 2017      | —                 | —                 | —                 | —                 | —                 |                   | - NB: 21.856    | Air                         |           |           |           |
| "Clock" (Japanese ver.) | 2019      | —                 | —                 | —                 | —                 | —                 | —                 | —               | Non-album single            |           |           |           |
| "—" cho biết bài hát không lọt vào bảng xếp hạng hoặc không được phát hành tại khu vực này.. Bảng xếp hạng Billboard Korea K-Pop Hot 100 ngừng hoạt động từ ngày 16 tháng 7 năm 2014. |           |                   |                   |                   |                   |                   |                   |                 |                             |           |           |           |

## Đĩa đơn quảng bá
| Tên       | Năm  | Thứ hạng cao nhất | Thứ hạng cao nhất | Doanh số     | Album                    |
| Tên       | Năm  | HQ                | HQ Hot            | Doanh số     | Album                    |
| --------- | ---- | ----------------- | ----------------- | ------------ | ------------------------ |
| "Request" | 2013 | 40                | 50                | - HQ: 96.177 | "Galaxy Music" (đĩa đơn) |

## Bài hát lọt vào bảng xếp hạng khác
| Tên                                   | Năm  | Thứ hạng cao nhất | Thứ hạng cao nhất | Doanh số      | Album         |
| Tên                                   | Năm  | HQ                | HQ Hot            | Doanh số      | Album         |
| ------------------------------------- | ---- | ----------------- | ----------------- | ------------- | ------------- |
| "3분의1" (⅓)                          | 2011 | 133               | —                 | - HQ: 76.751  | Over the Top  |
| "Tic Toc"                             | 2011 | 142               | —                 | - HQ: 63.340  | Over the Top  |
| "Julia"                               | 2011 | 161               | —                 | - HQ: 43.890  | Over the Top  |
| "Because" (Sungkyu Solo)              | 2011 | 199               | —                 | - HQ: 34.246  | Over the Top  |
| "시간아" ("Time" - WooHyun Solo)      | 2011 | 176               | —                 | - HQ: 41.910  | Over the Top  |
| "Amazing"                             | 2011 | 175               | —                 | - HQ: 46.104  | Over the Top  |
| "Crying" (Infinite H Feat. Baby Soul) | 2011 | 180               | —                 | - HQ: 34.841  | Over the Top  |
| "Real Story"                          | 2011 | 198               | —                 | - HQ: 32.772  | Over the Top  |
| "Cover Girl"                          | 2011 | 80                | —                 | - HQ: 92.136  | Paradise      |
| "Infinitize"                          | 2012 | 111               | —                 | - HQ: 33.317  | Infinitize    |
| "Feel So Bad"                         | 2012 | 48                | 89                | - HQ: 92.635  | Infinitize    |
| "That Year's Summer"                  | 2012 | 56                | 68                | - HQ: 183.779 | Infinitize    |
| "I Like You"                          | 2012 | 62                | 98                | - HQ: 78.389  | Infinitize    |
| "With..."                             | 2012 | 80                | —                 | - HQ: 52.771  | Infinitize    |
| "Welcome to Our Dream"                | 2013 | 68                | 95                | - HQ: 42.821  | New Challenge |
| "As Good As It Gets"                  | 2013 | 33                | 33                | - HQ: 97.372  | New Challenge |
| "Still I Miss You"                    | 2013 | 31                | 22                | - HQ: 139.884 | New Challenge |
| "Beautiful"                           | 2013 | 38                | 44                | - HQ: 73.875  | New Challenge |
| "60 Seconds" (Infinite version)       | 2013 | 44                | 64                | - HQ: 69.653  | New Challenge |
| "An Inconvenient Truth"               | 2013 | 39                | 52                | - HQ: 85.500  | New Challenge |
| "Inception"                           | 2013 | 34                | 53                | - HQ: 94.471  | Destiny       |
| "Going to You"                        | 2013 | 37                | 63                | - HQ: 78.827  | Destiny       |
| "Mom"                                 | 2013 | 46                | 79                | - HQ: 62.448  | Destiny       |
| "Season 2"                            | 2014 | —                 | —                 | - HQ: 35.920  | Season 2      |
| "Follow Me"                           | 2014 | 55                | 63                | - HQ: 66.686  | Season 2      |
| "Rosinante"                           | 2014 | 58                | 84                | - HQ: 68.308  | Season 2      |
| "Breath"                              | 2014 | 61                | 92                | - HQ: 32.376  | Season 2      |
| "Light" (Sungkyu Solo)                | 2014 | 57                | 77                | - HQ: 57.458  | Season 2      |
| "Alone" (Infinite H)                  | 2014 | 56                | 59                | - HQ: 58.438  | Season 2      |
| "Memories"                            | 2014 | 54                | 67                | - HQ: 67.766  | Season 2      |
| "A Person Like Me"                    | 2014 | 74                | —                 | - HQ: 49.151  | Season 2      |
| "Reflex"                              | 2014 | 71                | 100               | - HQ: 48.276  | Season 2      |
| "Crazy" (Infinite F)                  | 2014 | 75                | —                 | - HQ: 45.356  | Season 2      |
| "Close Your Eyes" (Woohyun Solo)      | 2014 | 73                | 99                | - HQ: 47.782  | Season 2      |
| "Shower"                              | 2014 | 67                | 98                | - HQ: 63.609  | Season 2      |
| "Diamond"                             | 2014 | 20                | N/A               | - HQ: 87.441  | Be Back       |
| "Betting"                             | 2015 | 57                | N/A               | - HQ: 43.904  | Reality       |
| "Moonlight"                           | 2015 | 24                | N/A               | - HQ: 100.946 | Reality       |
| "Walk to Remember"                    | 2015 | 38                | N/A               | - HQ: 66.725  | Reality       |
| "Between Me and You"                  | 2015 | 33                | N/A               | - HQ: 90.385  | Reality       |
| "Love Letter"                         | 2015 | 36                | N/A               | - HQ: 80.614  | Reality       |
| "Up to You"                           | 2015 | 46                | N/A               | - HQ: 62.822  | Reality       |
| "Eternity"                            | 2016 | 77                | N/A               | - HQ: 27.661  | Infinite Only |
| "AIR"                                 | 2016 | 52                | N/A               | - HQ: 39.897  | Infinite Only |
| "One Day"                             | 2016 | 49                | N/A               | - HQ: 41.961  | Infinite Only |
| "True Love"                           | 2016 | 57                | N/A               | - HQ: 37.441  | Infinite Only |
| "Thank You"                           | 2016 | 56                | N/A               | - HQ: 37.989  | Infinite Only |
| "Zero"                                | 2016 | 61                | N/A               | - HQ: 35.304  | Infinite Only |
| "Begin"                               | 2018 | —                 | —                 | N/A           | Top Seed      |
| "Synchronise"                         | 2018 | —                 | —                 | N/A           | Top Seed      |
| "No More"                             | 2018 | —                 | —                 | N/A           | Top Seed      |
| "TGIF (Dongwoo Solo)"                 | 2018 | —                 | —                 | N/A           | Top Seed      |
| "Pray (Mattel's Sorrow)"              | 2018 | —                 | —                 | N/A           | Top Seed      |
| "Why Me"                              | 2018 | —                 | —                 | N/A           | Top Seed      |
| "Wind"                                | 2018 | —                 | —                 | N/A           | Top Seed      |
| "I Hate"                              | 2018 | —                 | —                 | N/A           | Top Seed      |
| "Reminisce (L Solo)"                  | 2018 | —                 | —                 | N/A           | Top Seed      |
| "Love Song (Sungjong Solo)"           | 2018 | —                 | —                 | N/A           | Top Seed      |
| "Begin Again"                         | 2018 | —                 | —                 | N/A           | Top Seed      |

## Bài hát nhạc phim
| Title                             | Năm  | Thứ hạng cao nhất | Thứ hạng cao nhất | Doanh số | Album                                |
| Title                             | Năm  | HQ                | HQ Hot            | Doanh số | Album                                |
| --------------------------------- | ---- | ----------------- | ----------------- | -------- | ------------------------------------ |
| "Always Open"                     | 2011 | —                 | —                 | —        | Welcome to Convenience Store OST     |
| "She's a Fantasy"                 | 2012 | 35                | 48                | —        | What is Mom OST                      |
| "Monster Time"                    | 2014 | —                 | —                 | —        | Telemonster OST                      |
| "Together (함께)"                 | 2014 | 27                | —                 | —        | Grow: Infinite's Real Youth Life OST |
| "Beside Me (Lee Sung Jong Solo.)" | 2018 | —                 | —                 | —        | Mysterious Nurse OST                 |

## Album video
| Tên                                         | Thông tin chi tiết | Thứ hạng cao nhất | Thứ hạng cao nhất |
| Tên                                         | Thông tin chi tiết | NB                | NB                |
| Tên                                         | Thông tin chi tiết | DVD               | Blu-Ray           |
| ------------------------------------------- | --- | ----------------- | ----------------- |
| You're My Oppa - Infinite                   | - Ngày phát hành: August 3, 2011 - Hãng đĩa: Culture & Publishers Contest - Định dạng: DVD                                        | 87                | —                 |
| Infinite Japan 1st Live Leaping Over        | - Ngày phát hành: February 29, 2012 - Hãng đĩa: Culture & Publishers Contest, Universal Music Japan - Định dạng: DVD              | 13                | —                 |
| Infinite Showcase The Mission               | - Ngày phát hành: June 25, 2012 - Hãng đĩa: Woollim Entertainment - Định dạng: DVD                                                | 17                | —                 |
| Second Invasion - 1st Live Concert in Seoul | - Ngày phát hành: August 1, 2012 - Hãng đĩa: Woollim Entertainment, Universal Music Japan - Định dạng: DVD                        | 8                 | —                 |
| Second Invasion - in Japan                  | - Ngày phát hành: August 1, 2012 - Hãng đĩa: Universal Music Japan - Định dạng: DVD                                               | 7                 | —                 |
| Infinite Ranking King                       | - Ngày phát hành: April 24, 2013 - Hãng đĩa: Culture Publishers - Định dạng: DVD                                                  | 21                | —                 |
| 2012 Infinite Concert "That Summer"         | - Ngày phát hành: April 30, 2013 - Hãng đĩa: dnt Media, Universal Music Japan - Định dạng: DVD                                    | 5                 | —                 |
| Infinite Destiny in America                 | - Ngày phát hành: October 22, 2013 - Hãng đĩa: Woollim Entertainment, Universal Music Japan, Warner Music Taiwan - Định dạng: DVD | 7                 | —                 |
| Infinite 1st Arena Tour in Japan            | - Ngày phát hành: October 30, 2013 - Hãng đĩa: Universal Music Japan - Định dạng: DVD                                             | 6                 | —                 |
| Infinite 2014 Season Greetings              | - Ngày phát hành: December 13, 2013 - Hãng đĩa: Woollim Entertainment, SM Culture and Contents, CJ E&M - Định dạng: DVD           | —                 | —                 |
| Dis is Infinite                             | - Ngày phát hành: March 23, 2015 - Hãng đĩa: Woollim Entertainment - Định dạng: DVD                                               | 21                | —                 |
| One Great Step Returns                      | - Ngày phát hành: March 23, 2015 - Hãng đĩa: CJ E&M - Định dạng: DVD                                                              | —                 | —                 |
| 2014 Infinite Concert "That Summer 2"       | - Ngày phát hành: May 13, 2015 - Hãng đĩa: Woollim Entertainment - Định dạng: DVD, Blu-ray                                        | 15                | 14                |
| Grow: Infinite's Real Youth Life            | - Ngày phát hành: August 19, 2015 - Hãng đĩa: Victor Entertainment - Định dạng: DVD, Blu-ray                                      | 21                | 15                |
| 2015 Infinite Japan Tour - Dilemma          | - Ngày phát hành: September 9, 2015 - Hãng đĩa: Universal Music Japan - Định dạng: DVD, Blu-ray                                   | 2                 | 12                |
| Infinite Effect Advance Live DVD and CD     | - Ngày phát hành: November 10, 2016 - Hãng đĩa: Woolim Entertainment - Định dạng: CD+DVD                                          | —                 | —                 |
| Infinite Fanmeeting III                     | - Ngày phát hành: August 9, 2017 - Hãng đĩa: Woolim Entertainment - Định dạng: CD+DVD                                             | —                 |                   |

## Danh sách video

### Video âm nhạc
| Tên                                             | Năm  | Phiên bản khác          |
| ----------------------------------------------- | ---- | ----------------------- |
| "Come Back Again"                               | 2010 | - Dance Ver.            |
| "She's Back"                                    | 2010 |                         |
| "BTD (Before The Dawn)"                         | 2011 | - Dance Ver.            |
| "Nothing's Over"                                | 2011 |                         |
| "Be Mine"                                       | 2011 | - Dance Ver.            |
| "Paradise"                                      | 2011 |                         |
| "White Confession (Lately)"                     | 2011 |                         |
| "Cover Girl" (Live Ver.)                        | 2012 |                         |
| "Be Mine" (phiên bản tiếng Nhật)                | 2012 |                         |
| "The Chaser"'                                   | 2012 | - Dance Ver.            |
| "She's Back"' (phiên bản tiếng Nhật)            | 2012 |                         |
| "Man In Love"                                   | 2013 |                         |
| "Man In Love" (phiên bản tiếng Nhật)            | 2013 |                         |
| "Destiny" (Ver. B)                              | 2013 | - (Ver. A) - Dance Ver. |
| "Request"                                       | 2013 |                         |
| "Last Romeo"                                    | 2014 | - Original Ver.         |
| "Last Romeo" (phiên bản tiếng Nhật)             | 2014 |                         |
| "Back"                                          | 2014 | - Performance Ver.      |
| "Grow"                                          | 2014 |                         |
| "Dilemma" (phiên bản tiếng Nhật)                | 2014 |                         |
| "24 Hours" (phiên bản tiếng Nhật)               | 2015 |                         |
| "Tic Toc" (OGS Returns Live Ver.)               | 2015 |                         |
| "Bad"                                           | 2015 | - 360 VR                |
| "Can't Get Over you" (phiên bản tiếng Nhật)     | 2015 |                         |
| "That Summer (Second Story)"                    | 2016 |                         |
| "D.N.A" (phiên bản tiếng Nhật)                  | 2016 | - Dance Ver.            |
| "태풍 (The Eye)"                                | 2016 | - Choreography Ver      |
| "Up To You (Infinite Effect Advance Live Ver.)" | 2016 |                         |
| "Air (phiên bản tiếng Nhật)"                    | 2017 |                         |
| "Tell Me"                                       | 2018 |                         |
| "Clock"                                         | 2019 |                         |
| "Clock" (phiên bản tiếng Nhật)                  | 2019 |                         |